# Inshushinak

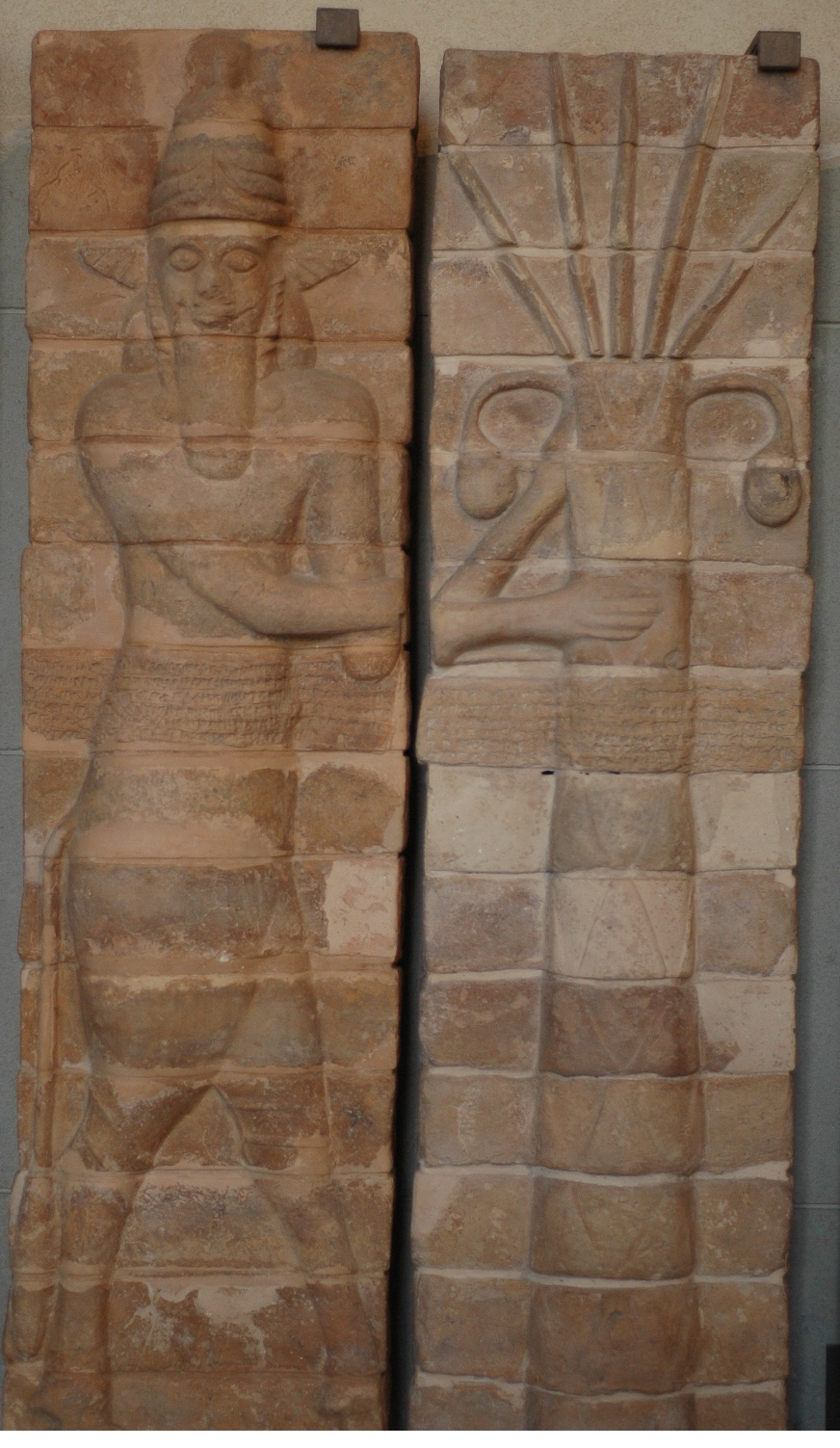
Hombre tauromorfo protegiendo a una palmera, panel decorativo del muro exterior de un templo dedicado a Inshushinak en Susa

Inshushinak fue uno de los dioses mayores del antiguo Imperio elamita y deidad protectora de la ciudad de Susa. El zigurat de Choga Zanbil fue dedicado a su culto.
Cuando los elamitas dominaron Susa, incorporaron a Inshushinak, patrón de esta ciudad, a su antiguo panteón. Debido a su gran importancia religiosa en Susa, llegó a asumir funciones de otros dioses elamitas, como Narundi, diosa de la justicia, Hutran, el hijo de la trinidad o a la propia Kiririsha, esposa en la trinidad suprema elamita.